# 노르웨이의 총리 목록
다음 문서는 역대 노르웨이의 총리를 나열하고 있다.

## 역대 총리 목록

### 제2차 세계 대전 이후(1945년~)
| 초상            | 초상                   | 이름 (출생~사망)                | 정당                            | 재임 기간                      | 재임 기간                                         | 내각                                                       | 선거                                       | 국왕                 |
| --------------- | ---------------------- | ------------------------------- | ------------------------------- | ------------------------------ | ------------------------------------------------- | ---------------------------------------------------------- | ------------------------------------------ | -------------------- |
|                 |                        | 아이나르 게르하르센 (1897~1987) | 노동당                          | 1945년 6월 25일                | 1945년 11월 5일                                   | 제1차 게르하르센 내각 (노동당·보수당·중앙당·자유당·공산당) | ―                                          | 호콘 7세 (1905~1957) |
| 1945년 11월 5일 | 1951년 11월 19일       | 아이나르 게르하르센 (1897~1987) | 노동당                          | 제2차 게르하르센 내각 (노동당) | 1945년 선거                                       |                                                            |                                            | 호콘 7세 (1905~1957) |
| 1945년 11월 5일 | 1951년 11월 19일       | 아이나르 게르하르센 (1897~1987) | 노동당                          | 제2차 게르하르센 내각 (노동당) | 1949년 선거                                       |                                                            |                                            | 호콘 7세 (1905~1957) |
|                 |                        | 오스카르 토르프 (1893~1958)     | 노동당                          | 1945년 6월 25일                | 1945년 11월 5일                                   | 토르프 내각 (노동당)                                       |                                            | 호콘 7세 (1905~1957) |
| 1953년 선거     |                        | 오스카르 토르프 (1893~1958)     | 노동당                          | 1945년 6월 25일                | 1945년 11월 5일                                   | 토르프 내각 (노동당)                                       |                                            | 호콘 7세 (1905~1957) |
|                 |                        | 아이나르 게르하르센 (1897~1987) | 노동당                          | 1955년 1월 22일                | 1963년 8월 28일                                   | 제3차 게르하르센 내각 (노동당)                             |                                            | 호콘 7세 (1905~1957) |
| 1957년 선거     | 올라프 5세 (1957~1991) | 아이나르 게르하르센 (1897~1987) | 노동당                          | 1955년 1월 22일                | 1963년 8월 28일                                   | 제3차 게르하르센 내각 (노동당)                             |                                            |                      |
| 1961년 선거     | 올라프 5세 (1957~1991) | 아이나르 게르하르센 (1897~1987) | 노동당                          | 1955년 1월 22일                | 1963년 8월 28일                                   | 제3차 게르하르센 내각 (노동당)                             |                                            |                      |
|                 | 올라프 5세 (1957~1991) |                                 | 욘 륑 (1905~1978)               | 우파당                         | 1963년 8월 28일                                   | 1963년 9월 25일                                            | 륑 내각 (보수당·중앙당·기민당·자유당)      |                      |
|                 | 올라프 5세 (1957~1991) |                                 | 아이나르 게르하르센 (1897~1987) | 노동당                         | 1963년 9월 25일                                   | 1965년 10월 12일                                           | 제4차 게르하르센 내각 (노동당)             |                      |
|                 | 올라프 5세 (1957~1991) |                                 | 페르 보르텐 (1913~2005)         | 중앙당                         | 1965년 10월 12일                                  | 1971년 3월 17일                                            | 보르텐 내각 (중앙당·보수당·기민당·자유당)  | 1965년 선거          |
| 1969년 선거     | 올라프 5세 (1957~1991) |                                 | 페르 보르텐 (1913~2005)         | 중앙당                         | 1965년 10월 12일                                  | 1971년 3월 17일                                            | 보르텐 내각 (중앙당·보수당·기민당·자유당)  |                      |
|                 | 올라프 5세 (1957~1991) |                                 | 트뤼그베 브라텔리 (1910~1984)   | 노동당                         | 1971년 3월 17일                                   | 1972년 10월 18일                                           | 제1차 브라텔리 내각 (노동당)               |                      |
|                 | 올라프 5세 (1957~1991) |                                 | 라르스 코르발 (1916~2006)       | 기독교민주당                   | 1972년 10월 18일                                  | 1973년 10월 16일                                           | 코르발 내각 (기민당·중앙당·자유당)         |                      |
|                 | 올라프 5세 (1957~1991) |                                 | 트뤼그베 브라텔리 (1910~1984)   | 노동당                         | 1973년 10월 16일                                  | 1976년 1월 15일                                            | 제2차 브라텔리 내각 (노동당)               | 1973년 선거          |
|                 | 올라프 5세 (1957~1991) |                                 | 오드바르 노를리 (1927~2018)     | 노동당                         | 1976sus 1월 15일                                  | 1981년 2월 4일                                             | 노를리 내각 (노동당)                       | 1973년 선거          |
| 1977년 선거     | 올라프 5세 (1957~1991) |                                 | 오드바르 노를리 (1927~2018)     | 노동당                         | 1976sus 1월 15일                                  | 1981년 2월 4일                                             | 노를리 내각 (노동당)                       |                      |
|                 | 올라프 5세 (1957~1991) |                                 | 그로 할렘 브룬틀란 (1939~)      | 노동당                         | 1981년 2월 4일                                    | 1981년 10월 14일                                           | 제1차 브룬틀란 내각 (노동당)               |                      |
|                 | 올라프 5세 (1957~1991) |                                 | 코레 빌로크 (1928~2021)         | 우파당                         | 1981년 10월 14일                                  | 1983년 6월 8일                                             | 제1차 빌로크 내각 (보수당)                 | 1981년 선거          |
| 1983년 6월 8일  | 올라프 5세 (1957~1991) | 1986년 5월 9일                  | 코레 빌로크 (1928~2021)         | 우파당                         | 제2차 빌로크 내각 (보수당·기민당·중앙당)          |                                                            |                                            | 1981년 선거          |
| 1983년 6월 8일  | 올라프 5세 (1957~1991) | 1986년 5월 9일                  | 코레 빌로크 (1928~2021)         | 우파당                         | 제2차 빌로크 내각 (보수당·기민당·중앙당)          | 1985년 선거                                                |                                            |                      |
|                 | 올라프 5세 (1957~1991) |                                 | 그로 할렘 브룬틀란 (1939~)      | 노동당                         | 1986년 5월 9일                                    | 1989년 10월 16일                                           | 제2차 브룬틀란 내각 (노동당)               |                      |
|                 | 올라프 5세 (1957~1991) |                                 | 얀 P. 쉬세 (1930~1997)          | 우파당                         | 1989년 10월 16일                                  | 1990년 11월 3일                                            | 쉬세 내각 (보수당·기민당·중앙당)           | 1989년 선거          |
|                 | 올라프 5세 (1957~1991) |                                 | 그로 할렘 브룬틀란 (1939~)      | 노동당                         | 1990년 11월 3일                                   | 1996년 10월 25일                                           | 제3차 브룬틀란 내각 (노동당)               | 1989년 선거          |
| 1993년 선거     | 하랄 5세 (1991~)       |                                 | 그로 할렘 브룬틀란 (1939~)      | 노동당                         | 1990년 11월 3일                                   | 1996년 10월 25일                                           | 제3차 브룬틀란 내각 (노동당)               |                      |
| 1993년 선거     | 하랄 5세 (1991~)       |                                 |                                 | 토르비에른 야글란 (1950~)      | 노동당                                            | 1996년 10월 25일                                           | 1997년 10월 17일                           | 야글란 내각 (노동당) |
|                 | 하랄 5세 (1991~)       |                                 | 셸 망네 본데비크 (1947~)        | 기독교민주당                   | 1997년 10월 17일                                  | 2000년 3월 17일                                            | 제1차 본데비크 내각 (기민당·중앙당·자유당) | 1997년 선거          |
|                 | 하랄 5세 (1991~)       |                                 | 옌스 스톨텐베르그 (1959~)       | 노동당                         | 2000년 3월 17일                                   | 2001년 10월 19일                                           | 제1차 스톨텐베르그 내각 (노동당)           | 1997년 선거          |
|                 | 하랄 5세 (1991~)       |                                 | 셸 망네 본데비크 (1947~)        | 기독교민주당                   | 2001년 10월 19일                                  | 2005년 10월 17일                                           | 제2차 본데비크 내각 (기민당·보수당·자유당) | 2001년 선거          |
|                 | 하랄 5세 (1991~)       |                                 | 옌스 스톨텐베르그 (1959~)       | 노동당                         | 2005년 10월 17일                                  | 2013년 10월 16일                                           | 제2차 스톨텐베르그 내각 (노동당·중앙당)    | 2005년 선거          |
| 2009년 선거     | 하랄 5세 (1991~)       |                                 | 옌스 스톨텐베르그 (1959~)       | 노동당                         | 2005년 10월 17일                                  | 2013년 10월 16일                                           | 제2차 스톨텐베르그 내각 (노동당·중앙당)    |                      |
|                 | 하랄 5세 (1991~)       |                                 | 에르나 솔베르그 (1961~)         | 우파당                         | 2013년 10월 16일                                  | 2018년 1월 17일                                            | 제1차 솔베르그 내각 (보수당·진보당)        | 2013년 선거          |
| 2018년 1월 17일 | 하랄 5세 (1991~)       | 2019년 1월 22일                 | 에르나 솔베르그 (1961~)         | 우파당                         | 제2차 솔베르그 내각 (보수당·진보당·자유당)        | 2017년 선거                                                |                                            |                      |
| 2019년 1월 22일 | 하랄 5세 (1991~)       | 2020년 1월 24일                 | 에르나 솔베르그 (1961~)         | 우파당                         | 제3차 솔베르그 내각 (보수당·진보당·자유당·기민당) | 2017년 선거                                                |                                            |                      |
| 2020년 1월 24일 | 하랄 5세 (1991~)       | 2021년 10월 14일                | 에르나 솔베르그 (1961~)         | 우파당                         | 제4차 솔베르그 내각 (보수당·자유당·기민당)        | 2017년 선거                                                |                                            |                      |
|                 | 하랄 5세 (1991~)       |                                 | 요나스 가르 스퇴레 (1960~)      | 노동당                         | 2021년 10월 14일                                  |                                                            | 제1차 스퇴레 내각 (노동당·중앙당)          | 2021년 선거          |

## 같이 보기
- 노르웨이 국왕